# Bastilla solomonensis
Bastilla solomonensis là một loài bướm đêm thuộc họ Erebidae. Nó được tìm thấy ở quần đảo Solomon (bao gồm quần đảo Rennell), quần đảo Bismarck, Nouvelle-Calédonie, Vanuatu, New Guinea, Úc (Queensland, Bắc Úc, New South Wales), đảo Kei, Moluccas, Java, Mindanao và Philippines.
Sải cánh dài khoảng 60 mm.
Ấu trùng ăn các loài Breynia.

## Phụ loài
- Bastilla solomonensis bicacuminata (quần đảo Solomon, quần đảo Bismarck, New Caledonia)
- Bastilla solomonensis hebridesia (Vanuatu)
- Bastilla solomonensis jovia (Kei Island, Moluccas, Java)
- Bastilla solomonensis papuana (New Guinea, Úc)